# Henk Paauwe
Hendricus Antonius "Henk" Paauwe (Amsterdam, 2 oktober 1892 - 2 november 1942), actief onder de artiestennaam Enrico Paoli, was een Amsterdams zanger en conferencier. Zijn bekendste werk is de tekst van de smartlap De fles, die Paauwe in 1930 op plaat zette.  Dat werk is later als duet door André Hazes en Herman Brood uitgevoerd, en eerder was hiervan ook een versie van Jan Boezeroen in omloop. Hij schreef ook teksten voor Willy Derby, zoals Witte Rozen en Hallo Bandoeng.